# 許葭村
許葭村（？—？），字思湄，紹興安昌人，清朝文學家，其作品僅得《秋水軒尺牘》 流傳至今。

## 生平
許葭村出身於貧困家庭，雖然屢次試科舉，但始終無法及第。到乾隆五十三年（1788年），他加入成為河北的幕僚，任職達四十多年。

## 著作
許葭村唯一傳世作品《秋水軒尺牘》歷來被視認為「清代三大尺牘」經典之一，與袁枚《小倉山房尺牘》、龔未齋《雪鴻軒尺牘》并列。秋水軒尺牘尤為民國雅士所推重，以為文辭簡潔雅麗，雍容有致，盡顯文言書信特質。
其曾刊刻的著作尚有《續秋水軒尺牘》及詩集《燕游草》，但遠不如《秋水軒尺牘》流行。